# باباهای سرگردان
باباهای سرگردان (انگلیسی: Wandering Papas) یک فیلم کمدی به کارگردانی استن لورل است که در سال ۱۹۲۶ منتشر شد. از بازیگران آن می‌توان به اولیور هاردی، کلاید کوک، آدولف میلار و تایلر بروک اشاره کرد.